# Eclipse TPTP
Eclipse TPTP (Eclipse Test & Performance Tools Platform) — один из проектов верхнего уровня независимой некоммерческой организации Eclipse Foundation. Eclipse TPTP является свободным программным обеспечением, нацеленным на профилирование, тестирование и оценку производительности разрабатываемого программного обеспечения.
Начиная с версии Eclipse 3.7 (Indigo) проект закрыт и переведён в архивный статус.